# Skatteforvaltningen
Skatteforvaltningen, der er oprettet den 1. juli 2018, er den fælles juridiske myndighed for syv af styrelserne i Skatteministeriets koncern. Alle styrelserne har tilsammen afløst det tidligere SKAT.

## Styrelserne
- Administrations- og Servicestyrelsen – Støttefunktioner som rekruttering, HR, regnskab og indkøb på tværs af skattevæsnet.
- Gældsstyrelsen – Inddrivelse af gæld til det offentlige.
- Motorstyrelsen – Registrering og afgiftsberigtigelse af motorkøretøjer.
- Skattestyrelsen – Betaling af skatter, afgifter og moms.
- Toldstyrelsen – Enkel og korrekt afregning af told.
- Vurderingsstyrelsen – Vurdering af offentlige ejendomme og grunde.
- Udviklings- og Forenklingsstyrelsen – It-systemer og data på tværs af skattevæsnet samt målrettede udviklings- og forenklingsprojekter.

## Andre styrelser i Skatteministeriet
- Skatteankestyrelsen
- Spillemyndigheden